# Tallapapers

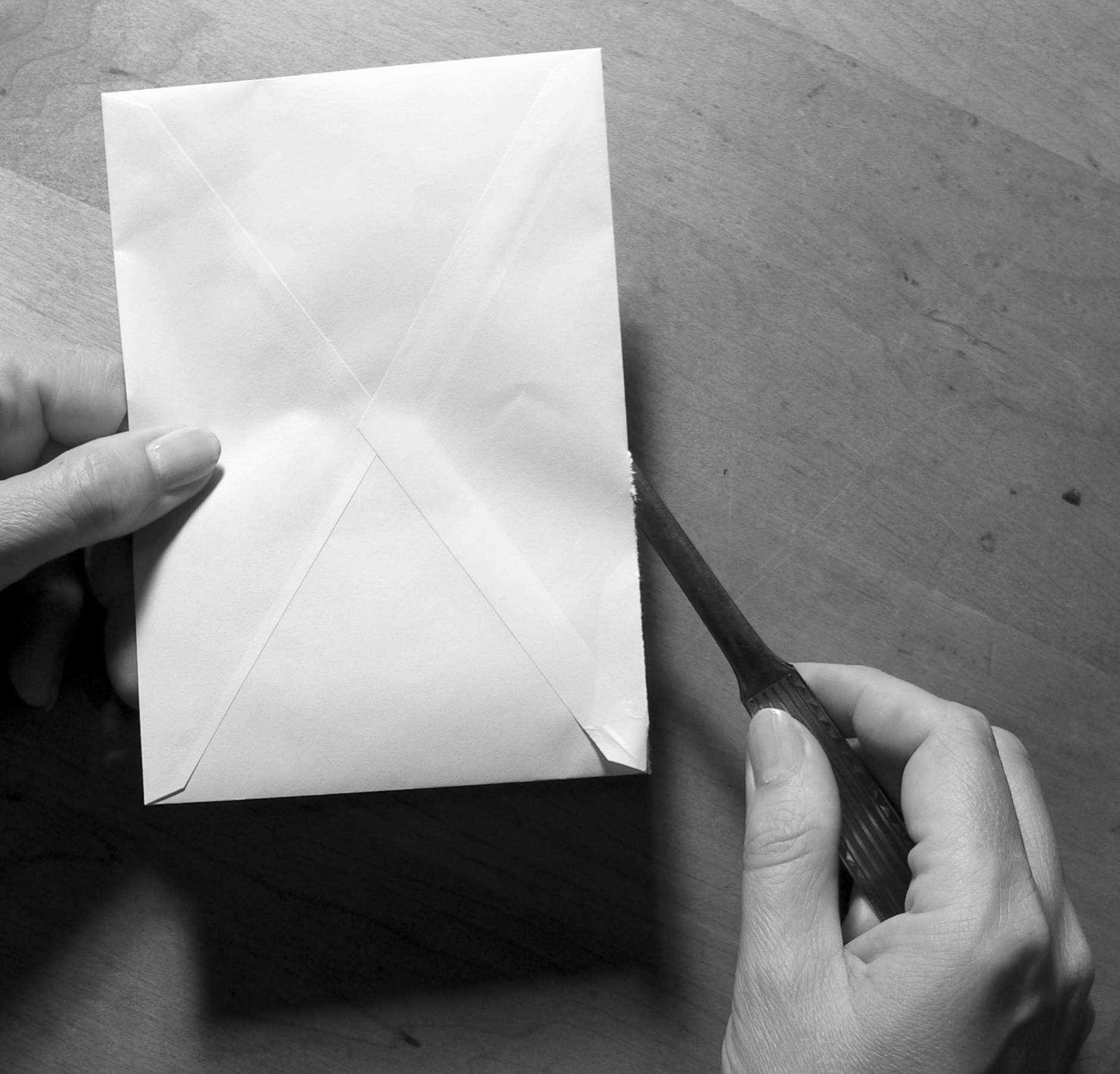
Obrint un sobre amb un tallapapers

Un tallapapers o obrelletres és un objecte en forma de ganivet que és utilitzat per a obrir sobres o per a separar les pàgines sense tallar dels llibres.
També estan disponibles versions elèctriques, que treballen usant motors per a fer lliscar els sobres per una fulla. Aquests tenen l'avantatge de poder manejar un més gran volum de sobres, però la fulla pot tallar el contingut del sobre i danyar-lo.
Els tallapapers poden estar fabricats en fusta, metall, plàstic, de vegades fins i tot d'ivori o una combinació de materials. Alguns tallapapers moderns tenen una fulla d'afaitar amagada dins d'un mànec plàstic. En tot cas, el tall constant del paper esmussa les superfícies de la fulla, i se'n requereix l'afilament o el reemplaçament.

## Curiositats
- Robert Stewart (Vescomte de Castlereagh) es va suïcidar utilitzant un tallapapers.
- Patrick Henry és famós per haver fet un discurs davant la Càmera de Burgesos de Virgínia el 23 de març de 1775, dient les famoses paraules Doneu-me la llibertat o doneu-me la mort! Després d'això, va fingir d'introduir-se un tallapapers en el pit.[1]